# Revenge of the Pink Panther
Revenge of the Pink Panther (A Vingança da Pantera Cor-de-Rosa, no Brasil e em Portugal) é um filme britânico-estadunidense de 1978, do gênero comédia, dirigido por Blake Edwards. É o sexto da série The Pink Panther. Estava previsto mais um, que se chamaria Romance of the Pink Panther, mas Sellers veio a falecer vítima de um enfarte em 1980. Partes deste trabalho foram documentados no livro Peter Sellers - A Celebration.

## Sinopse
O empresário e traficante francês Douvier organiza um atentado contra a vida do Inspetor Closeau, como forma de provar sua capacidade aos mafiosos de Nova Iorque com os quais deseja fazer negócios ilícitos. Com o carro que dirigia explodido, Closeau é dado como morto, mas resolve continuar nessa condição para tentar descobrir quem o atacou. A notícia da sua morte "cura" instantâneamente o ex-chefe de Closeau, o Comissário Dreyfuss, que sai do hospício e volta ao seu cargo encarregado da mesma missão.
Closeau logo entra em contato com Simone, a ex-secretária e amante de Douvier, que lhe informa dos planos do criminoso. Sabendo que o negócio com a máfia será realizada em Hong Kong, Closeau faz uso de sua incrível galeria de disfarces (que incluem fantasias de Toulouse-Lautrec, Fu Manchu e Don Vito Corleone) e, acompanhado de Simone e de seu auxiliar Cato, parte sem demora para aquela cidade chinesa.

## Elenco principal
- Peter Sellers.... Inspetor-Chefe Jacques Closeau
- Herbert Lom.... Comissário Charles Dreyfuss
- Dyan Cannon.... Simone
- Robert Webber.... Philippe Douvier
- Graham Stark .... Prof. August Balls
- Sue Loydd